# Brüder (2002)
Brüder ist ein Film aus dem Jahr 2002. Bei dem Film handelt es sich um eine Tragikomödie und den ersten Teil einer österreichischen Film-Trilogie, die in Zusammenarbeit mit ARTE produziert wurde. Die beiden Fortsetzungsteile der Trilogie sind Brüder II (2003) und Brüder III – Auf dem Jakobsweg (2005).

## Handlung
Verschiedener können drei Brüder nicht sein: Ernst Stadler ist erfolgreicher Haubenkoch mit einem eigenen Feinschmeckerlokal.
Sein älterer Bruder Ludwig hingegen ist zwar auch Koch, sitzt aber zurzeit im Gefängnis. Adrian, der jüngste der drei, ist Krankenpfleger und homosexuell. Als ihre Mutter einen Herzinfarkt erleidet, machen sie sich gemeinsam zum Krankenhaus in Leipzig auf. Kurz nach ihrer Ankunft stirbt die Mutter. Sie hatte verfügt, dass sie in Pomßen in Sachsen beerdigt werden wollte. Dort finden sie einen Hinweis auf Wickerls leiblichen Vater. Ernstls Vater machen sie in Ungarn aus. Er hatte die schwangere Mutter einst sitzengelassen. Adrian ist im biologischen Sinn gar kein Bruder, sondern wurde von der Mutter als Findelkind angenommen. Trotzdem kommen sie zu der Erkenntnis: „Und mir drei sind trotzdem Brüder“.

## Auszeichnungen
- 2003 – Erich-Neuberg-Preis beim Filmfestival Diagonale für Wolfgang Murnberger